# Tetsuya (músico)
TETSU es el líder y bajista de la famosa banda de rock nipón L'Arc~en~Ciel, aunque también tiene una carrera como solista con el nombre de Tetsu69. Está casado con Ayana Sakai

## Biografía
Tetsu nació el 3 de octubre de 1969 en Osaka, Japón. Su verdadero nombre es Tetsuya Ogawa[cita requerida]. Su familia está compuesta por su madre, su padre, y dos hermanas. Durante su infancia soñaba con ser corredor de Fórmula 1, sin embargo, en su quinto año escolar, descubre su pasión por la música. A mediados de sus estudios, conoce a Ken Kitamura (conocido como ken), quien se convierte en su senpai y lo guía para que se especialice en tocar y dominar el bajo, y luego tocar juntos.
La principal inspiración musical de Tetsu fue la banda de rock Dead End, la que motivó al muchacho a que, después de iniciar sus estudios de preparatoria, formara su propia banda. En la preparatoria, se une a una banda, que luego se hace llamar Byston Well, con la cual se dedicaban principalmente a tocar versiones de Dead End.
Byston Well se queda sin batería y guitarra, ya que los integrantes decidieron abandonar el grupo para seguir sus estudios. Es entonces cuando este chico le pide ayuda a su antiguo amigo y senpai Ken, que participa un tiempo en la banda como guitarrista. Pero Ken también decide continuar con sus estudios y abandonar la banda. Con esto, Byston Well se desarma.
Es en 1991 cuando Tetsu, junto con el guitarrista Hiro, comienzan la búsqueda de los nuevos integrantes de su banda. Fue en un club donde el líder oyé cantar a Hyde que tocaba esa noche con su grupo Jersalem's Rod, el cual hyde pertenecía como el guitarrista, por el destino su vocalista se enfermó y hyde tuvo que suplirlo, Tetsu al escucharlo lo invita a formar parte de su banda. Aunque Hyde se negó, argumentando que él era guitarrista y no vocalista, terminó cediendo y llevándose consigo al baterista de su antigua banda, Pero. A partir de este momento, comienza su carrera musical.
En el año 2001, L'arc~en~Ciel sufre un letargo indefinido, durante el cual Tetsu comienza su carrera como solista, con el apodo de Tetsu69 y con el cual lanza varios Singles y un Álbum que contenía las canciones wonderful world y TIGHTROPE bajo la marca de SPROUSE, su propio sello. Un año más tarde vuelve con nuevo trabajo, shinkirou que presenta con la discográfica Warner Music. A finales del 2002 publica su primer y único álbum, Suite November y más tarde hace una canción más para el álbum tributo LOVE for NANA, del manga del mismo nombre, titulada REVERSE.
En el 2005, durante el segundo descanso de la banda, Tetsu colabora con el proyecto de Morrie vocalista del disuelto grupo Dead End, en su grupo llamado Creature Creature.
En 2006 Tetsu se une a nueva banda llamada Creature Creature que forman: Minoru en la guitarra (ex: MAD CAPSULE MARKETS), Morrie como vocal (ex: DEAD-END) y él como bajista. El 19 de julio sacarán sus primeros[cita requerida] tres singles al mercado: Red, Kaze no tou y Paradise y el 30 de agosto su primer álbum, todo ello con la discográfica Danger Crue.
En el 2007, Tetsu cambia su nombre de solista por el suyo propio, y realizó un nuevo Single, Can't Stop Believing.
A diferencia de sus compañeros de banda, Tetsu es el único que no fuma. En el videoclip de la canción LOVE FLIES Tetsu le quita el cigarro a una de las modelos, reemplazándolo por una flor.
En diciembre de 2009 Tetsu da a conocer que decide cambiar su nombre a TETSUYA, esto influenciado por la pérdida de un conocido cercano de él.
El año 2010 pausa sus actividades con el sencillo Roulette que es también OP del anime HEROMAN.
El 16 de julio de 2010 lanza el PV Looking for light.
El año 2015 fue un año de muchas sorpresas de TETSUYA para sus fanes:
- Habilitó su Fanclub oficial llamando CELUXE.
- Dio inicio a su gira en Japón LIVE THANK YOU.
- Inicio de su Staff Blog y sus cuentas oficiales: Facebook, Twitter, Youtube, LINE, Instagram.
En uno de sus conciertos en noviembre dio a conocer una versión del tema “Time goes on ~泡のように~”, Creado originalmente para L'Arc-en-Ciel, perteneciente al álbum Smile.
En diciembre de 2015 realiza el lanzamiento en simultáneo de los sencillos  “Make a Wish" y “Time goes on ~泡のように~”

### Discografía
ALBUMS
Suite November, lanzado el 20 de noviembre de 2002
Come On!, lanzado el 5 de enero de 2011
SINGLES
Wonderful World/TIGHTROPE, lanzado el 18 de julio de 2001.
Shinkirou, lanzado el 28 de agosto de 2002.
15 1/2 Fifteen Half, lanzado el 23 de octubre de 2002.
WHITE OUT ~ Memory of a color ~, lanzado el 13 de febrero de 2003.
Can't Stop Believing, lanzado el 14 de marzo de 2007.
DVD
Can't Stop Believing, lanzado el 14 de marzo de 2007
Make a Wish, lanzado el 16 de diciembre de 2015
LIBROS
Tetsugaku, publicado el 19 de marzo de 2004